# Final da Copa do Brasil de Futebol de 2022
A final da Copa do Brasil de Futebol de 2022 foi a 34ª final da competição desportiva organizada anualmente pela Confederação Brasileira de Futebol (CBF). As partidas foram disputadas em formato de ida e volta entre Flamengo, do Rio de Janeiro, e Corinthians, de São Paulo. Os mandos de campo foram definidos por meio de um sorteio que ocorreu em 20 de setembro na sede da CBF. A equipe carioca chegou à final da competição pela oitava vez, enquanto a equipe paulista, pela sétima vez.
O primeiro jogo da final ocorreu na Neo Química Arena, em São Paulo, em 12 de outubro de 2022, e terminou empatado em 0–0. O segundo jogo ocorreu no Maracanã, no Rio de Janeiro, em 19 de outubro de 2022, e também terminou empatado, em 1–1, sendo realizada uma disputa por pênaltis, onde o Flamengo sagrou-se vencedor por 6–5.
Essa foi a segunda final disputada entre as equipes, sendo a primeira na Supercopa do Brasil de 1991, onde a equipe paulista sagrou-se campeã.

## Regulamento
Nas finais, as equipes jogaram um torneio de eliminação única.
Foram duas partidas, de ida e de volta. Os mandos de campo da primeira e segunda partida foram determinados por um sorteio realizado na sede da CBF, no Rio de Janeiro, em 20 de janeiro, às 11 horas. Os horários das partidas e locais serão divulgados posteriormente, mas as datas foram previamente definidas: 12 e 19 de outubro.
Como ao fim das duas partidas (0 – 0 e 1 – 1), o resultado agregado (1 – 1) permaneceu empatado, foi realizada uma disputa por pênaltis para determinar o vencedor da competição (artigo 21 do Regulamento).
O campeão da competição, Flamengo, garantiu vaga na fase de grupos da Copa Libertadores da América de 2023. Caso vença também o Campeonato Brasileiro de 2022 ou a Copa Libertadores da América de 2022, a vaga da competição será repassada ao Campeonato Brasileiro, não cabendo ao vice-campeão (artigo 5.º do Regulamento).

## Finalistas
| Time        | Participações em finais (em negrito os títulos conquistados) |
| ----------- | ------------------------------------------------------------ |
| Corinthians | 6 (1995, 2001, 2002, 2008, 2009 e 2018)                      |
| Flamengo    | 7 (1990, 1997, 2003, 2004, 2006, 2013 e 2017)                |

## Caminhos até a final
| Flamengo             | Flamengo     | Flamengo       | Flamengo         | Rodada           | Corinthians         | Corinthians  | Corinthians    | Corinthians      |
| Oponente             | Resultado    | Partida de ida | Partida de volta | Rodada           | Oponente            | Resultado    | Partida de ida | Partida de volta |
| -------------------- | ------------ | -------------- | ---------------- | ---------------- | ------------------- | ------------ | -------------- | ---------------- |
| Não disputou         | Não disputou | Não disputou   | Não disputou     | Primeira fase    | Não disputou        | Não disputou | Não disputou   | Não disputou     |
| Não disputou         | Não disputou | Não disputou   | Não disputou     | Segunda fase     | Não disputou        | Não disputou | Não disputou   | Não disputou     |
| Altos                | 4–1          | 2–1            | 2–0              | Terceira fase    | Portuguesa-RJ       | 3–1          | 1–1            | 2–0              |
| Atlético Mineiro     | 3–2          | 1–2            | 2–0              | Oitavas de final | Santos              | 4–1          | 4–0            | 0–1              |
| Athletico Paranaense | 1–0          | 0–0            | 1–0              | Quartas de final | Atlético Goianiense | 4–3          | 0–2            | 4–1              |
| São Paulo            | 4–1          | 3–1            | 1–0              | Semifinal        | Fluminense          | 5–2          | 2–2            | 3–0              |

## Partidas

### Primeira partida
| 12 de outubro | Corinthians | 0 – 0                         | Flamengo | Neo Química Arena, São Paulo                                                    |
| 21:45         |             | Súmula (CBF) Borderô (CBF) ge |          | Público: 46 486 Renda: 4 665 153,00 Árbitro: SC Bráulio da Silva Machado (FIFA) |

|  | Corinthians |  | Flamengo |  |

| G             | 12 | Cássio          |     |     |
| LD            | 23 | Fagner          | 79' |     |
| Z             | 4  | Gil             |     |     |
| Z             | 31 | Fabián Balbuena |     |     |
| LE            | 26 | Fábio Santos    |     |     |
| V             | 33 | Fausto Vera     |     |     |
| V             | 37 | Du Queiroz      |     | 76' |
| M             | 8  | Renato Augusto  |     | 69' |
| M             | 28 | Adson           |     | 76' |
| A             | 10 | Róger Guedes    |     | 69' |
| A             | 9  | Yuri Alberto    | 56' |     |
| Substitutos:  |    |                 |     |     |
| G             | 22 | Carlos Miguel   |     |     |
| LD            | 2  | Rafael Ramos    |     |     |
| Z             | 30 | Robert Renan    |     |     |
| Z             | 34 | Raul Gustavo    |     |     |
| LE            | 6  | Lucas Piton     |     |     |
| V             | 5  | Maycon          |     |     |
| V             | 17 | Ramiro          |     | 76' |
| V             | 24 | Víctor Cantillo |     |     |
| M             | 11 | Giuliano        |     | 69' |
| M             | 21 | Mateus Vital    |     | 69' |
| A             | 19 | Gustavo Silva   |     | 76' |
| A             | 42 | Giovane         |     |     |
| Treinador:    |    |                 |     |     |
| Vítor Pereira |    |                 |     |     |

| G              | 20 | Santos          |     |     |
| LD             | 22 | Rodinei         |     |     |
| Z              | 23 | David Luiz      |     |     |
| Z              | 4  | Leo Pereira     |     |     |
| LE             | 16 | Filipe Luís     |     |     |
| V              | 8  | Thiago Maia     |     |     |
| V              | 35 | João Gomes      | 21' | 64' |
| M              | 7  | Éverton Ribeiro |     | 88' |
| M              | 14 | De Arrascaeta   |     | 84' |
| A              | 9  | Gabi            |     | 84' |
| A              | 21 | Pedro           |     |     |
| Substitutos:   |    |                 |     |     |
| G              | 45 | Hugo Souza      |     |     |
| LD             | 34 | Matheuzinho     |     |     |
| Z              | 15 | Fabrício Bruno  |     | 88' |
| Z              | 30 | Pablo           |     |     |
| LE             | 6  | Ayrton Lucas    |     |     |
| M              | 10 | Diego           |     |     |
| M              | 29 | Victor Hugo     |     | 84' |
| V              | 32 | Arturo Vidal    |     | 64' |
| M              | 42 | Matheus França  |     |     |
| A              | 11 | Everton         |     | 84' |
| A              | 31 | Marinho         |     |     |
| A              | 46 | Mateusão        |     |     |
| Treinador:     |    |                 |     |     |
| Dorival Júnior |    |                 |     |     |

| Melhor jogador: Cássio (Corinthians) |

### Segunda partida
| 19 de outubro | Flamengo | 1 – 1           | Corinthians  | Estádio do Maracanã, Rio de Janeiro                       |
| 21:45         | Pedro 7' | Súmula (CBF) ge | Giuliano 82' | Público: 67 031 Árbitro: GO Wilton Pereira Sampaio (FIFA) |

|                                                                         |       | Penalidades                                                                  |  |
| Filipe Luís David Luiz Leo Pereira Éverton Ribeiro Gabi Everton Rodinei | 6 – 5 | Fábio Santos Giuliano Renato Augusto Fagner Yuri Alberto Maycon Mateus Vital |  |

|  | Flamengo |  | Corinthians |  |

| G              | 20 | Santos          |       |     |
| LD             | 22 | Rodinei         |       |     |
| Z              | 23 | David Luiz      |       |     |
| Z              | 4  | Leo Pereira     | 45+2' |     |
| LE             | 16 | Filipe Luís     |       |     |
| V              | 8  | Thiago Maia     | 42'   | 70' |
| V              | 32 | Arturo Vidal    |       | 61' |
| M              | 7  | Éverton Ribeiro |       |     |
| M              | 14 | De Arrascaeta   |       | 78' |
| A              | 9  | Gabi            |       |     |
| A              | 21 | Pedro           |       | 78' |
| Substitutos:   |    |                 |       |     |
| G              | 1  | Diego Alves     |       |     |
| G              | 45 | Hugo Souza      |       |     |
| LD             | 34 | Matheuzinho     |       | 61' |
| Z              | 15 | Fabrício Bruno  |       | 70' |
| Z              | 30 | Pablo           |       |     |
| LE             | 6  | Ayrton Lucas    |       |     |
| M              | 10 | Diego           |       |     |
| M              | 29 | Victor Hugo     |       | 78' |
| M              | 42 | Matheus França  |       |     |
| A              | 11 | Everton         |       | 78' |
| A              | 31 | Marinho         |       |     |
| A              | 46 | Mateusão        |       |     |
| Treinador:     |    |                 |       |     |
| Dorival Júnior |    |                 |       |     |

| G             | 12 | Cássio          |       |           |
| Z             | 4  | Gil             |       |           |
| Z             | 31 | Fabián Balbuena |       |           |
| Z             | 26 | Fábio Santos    |       |           |
| LD            | 23 | Fagner          |       |           |
| V             | 37 | Du Queiroz      |       | 66'       |
| V             | 33 | Fausto Vera     | 79'   |           |
| M             | 8  | Renato Augusto  |       | 69'       |
| LE            | 6  | Lucas Piton     | 45+2' | 45'       |
| M             | 10 | Róger Guedes    |       | 69'       |
| A             | 9  | Yuri Alberto    |       |           |
| Substitutos:  |    |                 |       |           |
| G             | 22 | Carlos Miguel   |       |           |
| LD            | 2  | Rafael Ramos    |       |           |
| Z             | 30 | Robert Renan    |       |           |
| Z             | 34 | Raul Gustavo    |       |           |
| V             | 5  | Maycon          |       | 77'       |
| V             | 17 | Ramiro          |       |           |
| V             | 29 | Roni            |       |           |
| M             | 11 | Giuliano        |       | 66'       |
| M             | 21 | Mateus Vital    |       | 77'       |
| M             | 28 | Adson           |       | 45' 90+1' |
| A             | 19 | Gustavo Silva   |       | 90+1'     |
| A             | 42 | Giovane         |       |           |
| Treinador:    |    |                 |       |           |
| Vítor Pereira |    |                 |       |           |

| Melhor jogador: Pedro (Flamengo) |

## Premiação
| Copa do Brasil de 2022        |
| Rio de Janeiro                |
| ----------------------------- |
| FLAMENGO Campeão (4.º título) |